# The Sound of Arrows
The Sound of Arrows est un groupe suédois de musique électronique composé de Oskar Gullstrand et Stefan Storm, tous deux originaires de Gävle en Suède.
Après un premier clip réalisé en 2009 pour le titre Into the Clouds, leur second clip censé annoncer la sortie d'un album pour bientôt, Nova, toujours dans la même esthétique, a été dévoilé en pour la première fois par l'influent blog musical Popjustice le 21 février 2011. Ce second single sera commercialisé dans le courant du mois de mars sur le label Geffen Records.
The Sound of Arrows est souvent comparé à leur homologue anglais, le duo électro-dance Pet Shop Boys. 
En 2015, le groupe annonce un nouvel album. Le premier single de ce nouvel album, Beautiful Life, sort le 17 mars 2017 et l'album en octobre de la même année.

## Réception
Leur premier single Into the Clouds a été le titre le plus téléchargé au Royaume-Uni pour la semaine du 20 septembre 2009. Un de leurs titres, "M.A.G.I.C.", fut utilisé dans un spot publicitaire pour la voiture Mitsubishi Outlander de Mitsubishi. 

## Discographie

### Albums studio
- Voyage (2011)
- Stay Free (2017)

### EP
- Danger (2008)
- M.A.G.I.C. (2009)
- EP I (Cuts From The Stay Free Vault) (2018)

### Singles
- Into the Clouds (2009)
- Nova (2011)
- Magic (2011)
- Wonders (2011)
- Beautiful Life (2017)
- In the Shade of Your Love (2017)
- Don't Worry (2017)

### Remixes
- Lady Gaga - Alejandro (Interscope)
- Natalia Kills - Zombie (Interscope)
- Alphabeat - Hole in My Heart (Polydor, Fascination)